# 伊万里市立南波多郷学館
伊万里市立南波多郷学館（いまりしりつみなみはたきょうがっかん）は、佐賀県伊万里市にある公立義務教育学校。2018年（平成30年）に義務教育学校として開校した。

## 概要

### 歴史
2018年（平成30年）、伊万里市立南波多小学校、伊万里市立南波多中学校を閉校して、伊万里市立南波多郷学館を開校した。

### 通学区域
住所表記で「伊万里市」の後に「古川（ふるこお）、笠椎（かさじ）、大川原（おおかわばる）、小麦原（こむぎはら）、府招（ふまねき）下、府招上、原屋敷、井手野、高瀬（たかぜ）、大曲、水留（つづみ）、古里、谷口、重橋（じゅうばし）、開拓」が続く地域。

## 沿革
前史（小学校）
初代・南波多小学校

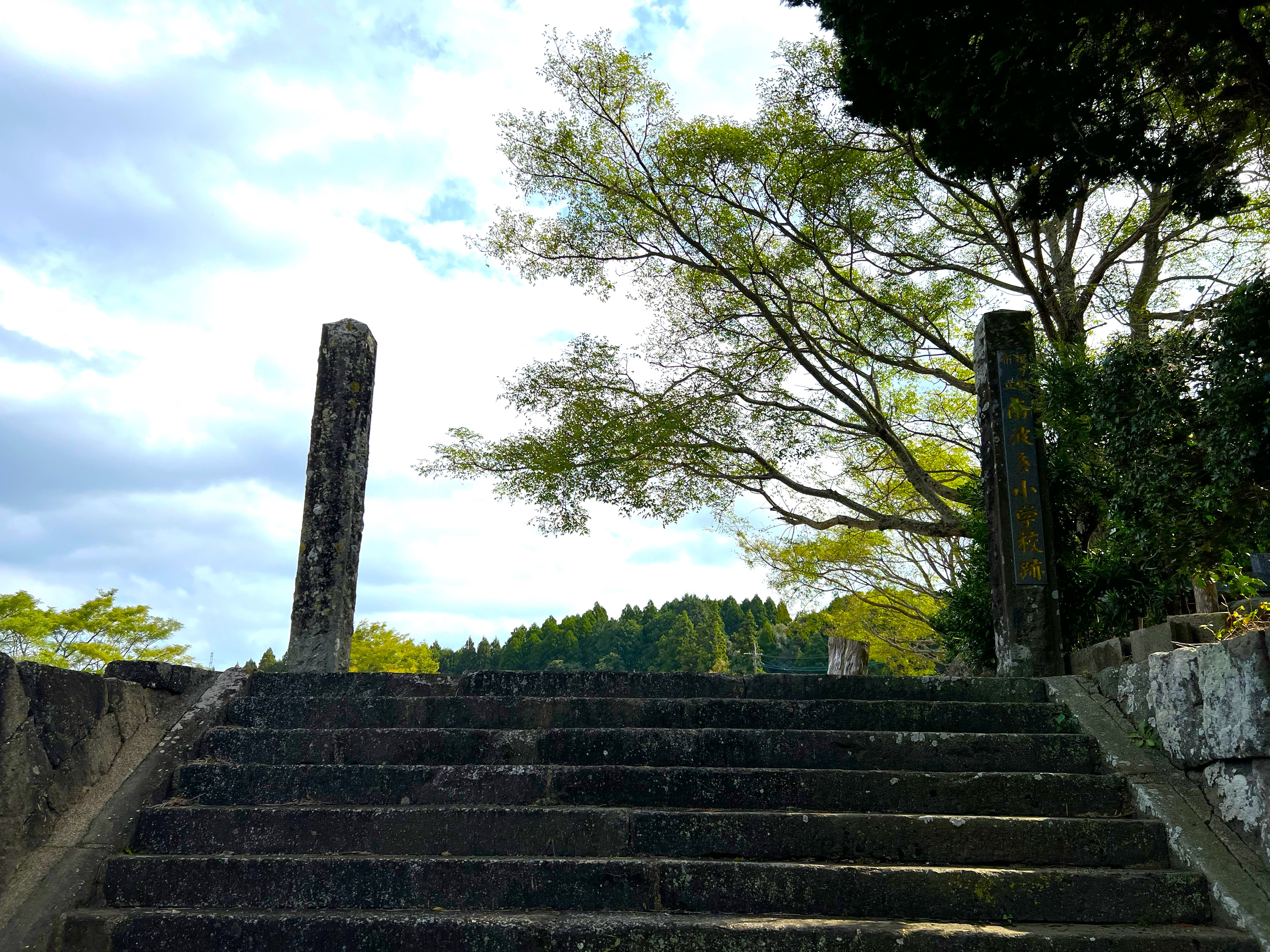
旧・南波多小学校跡に残る門柱

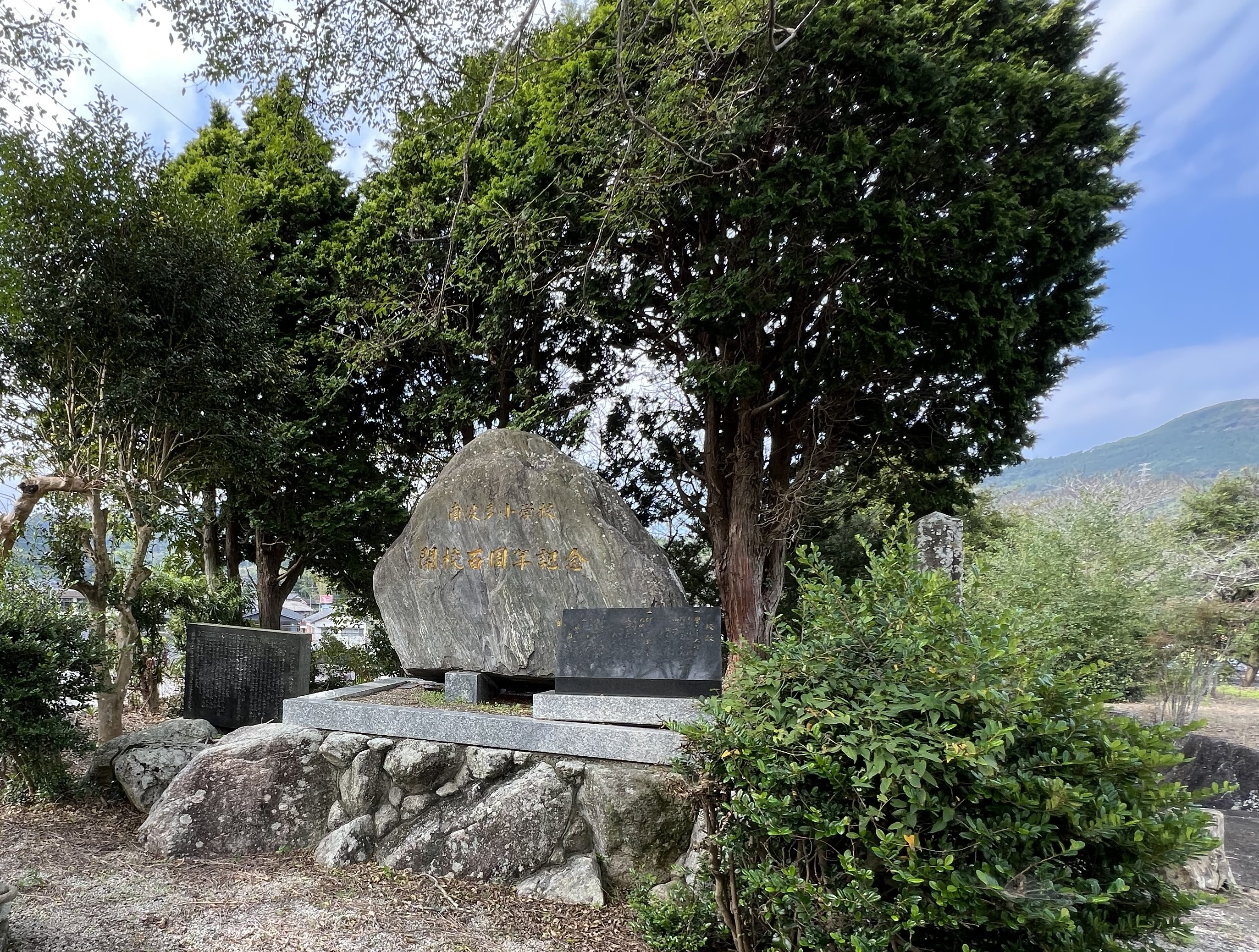
旧・南波多小学校跡に残る記念碑

- 1872年（明治5年）- 井手野大庄屋の菊地山海郎が初等教育の必要性を提唱。有志を募り、自邸の別棟を仮教場として提供し、自ら教育を行う。
- 1875年（明治8年）- 菊地山海郎が畑100坪を学校敷地として寄付。校名を「京峯小学校」（京峯の読みは「きょうのみね」）とする。
- 1876年（明治9年）- 井手野に木造校舎が完成。校名を「下等京峯小学校」に改称。
- 1880年（明治13年）- 児童の通学不便を解消すべく、3分舎（笠椎に土場山分舎、府招に平松分舎、原屋敷に観音堂分舎）を設置。
- 1884年（明治17年）- 3分舎が暴風雨で被害を受け、分舎すべてを廃止。
- 1885年（明治18年）- 前平小学校を統合し、古里分校（分教場）とする。
- 1886年（明治19年）- 小学校令の施行により「尋常京峯小学校」に改称。
- 1889年（明治22年）- 町村制の施行により、南波多村立の小学校となる。
- 1892年（明治25年）- 小学校令の改正により、「京峯尋常小学校」に改称。古里分校（分教場）が分離の上、古里尋常小学校として独立。
- 1901年（明治34年）7月 - 高等科を併置の上、「南波多尋常高等小学校」に改称。これに伴い、古里尋常小学校が南波多尋常小学校に改称。
- 1903年（明治36年）- 村の財政事情により、高瀬地区児童19名が南波多尋常小学校から転入。
- 1907年（明治40年）- 高瀬地区児童が南波多尋常小学校に復帰（転出）。
- 1912年（明治45年／大正元年）- 運動場を拡張。
- 1923年（大正12年）4月 - 南波多尋常小学校に高等科が設置されたことに伴い、「南波多第一尋常高等小学校」に改称。
- 1933年（昭和8年）4月 - 高瀬地区児童の約半数が、南波多第二尋常高等小学校から転入。
- 1941年（昭和16年）4月1日 - 国民学校令の施行により、「南波多第一国民学校」に改称。尋常科を初等科に改める。
- 1947年（昭和22年）4月1日 - 学制改革（六・三制の実施）により、国民学校初等科が「南波多村立第一小学校」に改組・改称。
- 1950年（昭和25年）4月1日 - 「南波多村立南波多小学校」に改称。
- 1954年（昭和29年）
  - 1月 - 老朽校舎を解体。
  - 4月1日 - 町村合併により伊万里市史が市制施行。これに伴い、「伊万里市立南波多小学校」に改称。

- 1958年（昭和33年）- 校歌・校旗を制定。校門道が完成。
- 1959年（昭和34年）- 運動場を整地。ミルク給食を開始。
- 1960年（昭和35年）- 校舎の一部を改築し、危険校舎を除去。鉄筋コンクリート造2階建ての校舎が完成。
- 1961年（昭和36年）- 第2棟3教室の境を取り除き、仮講堂兼音楽室に改造。
- 1996年（平成8年）3月31日 - 統合のため閉校。
  - 最終所在地（初代）- 伊万里市南波多町井手野2454番地（南波多郵便局、南波多保育園そば）
  - 跡地の活用 - ゲートボール場などの憩いの場として地域住民に利用されている。

旧・波多川小学校（はたがわ）

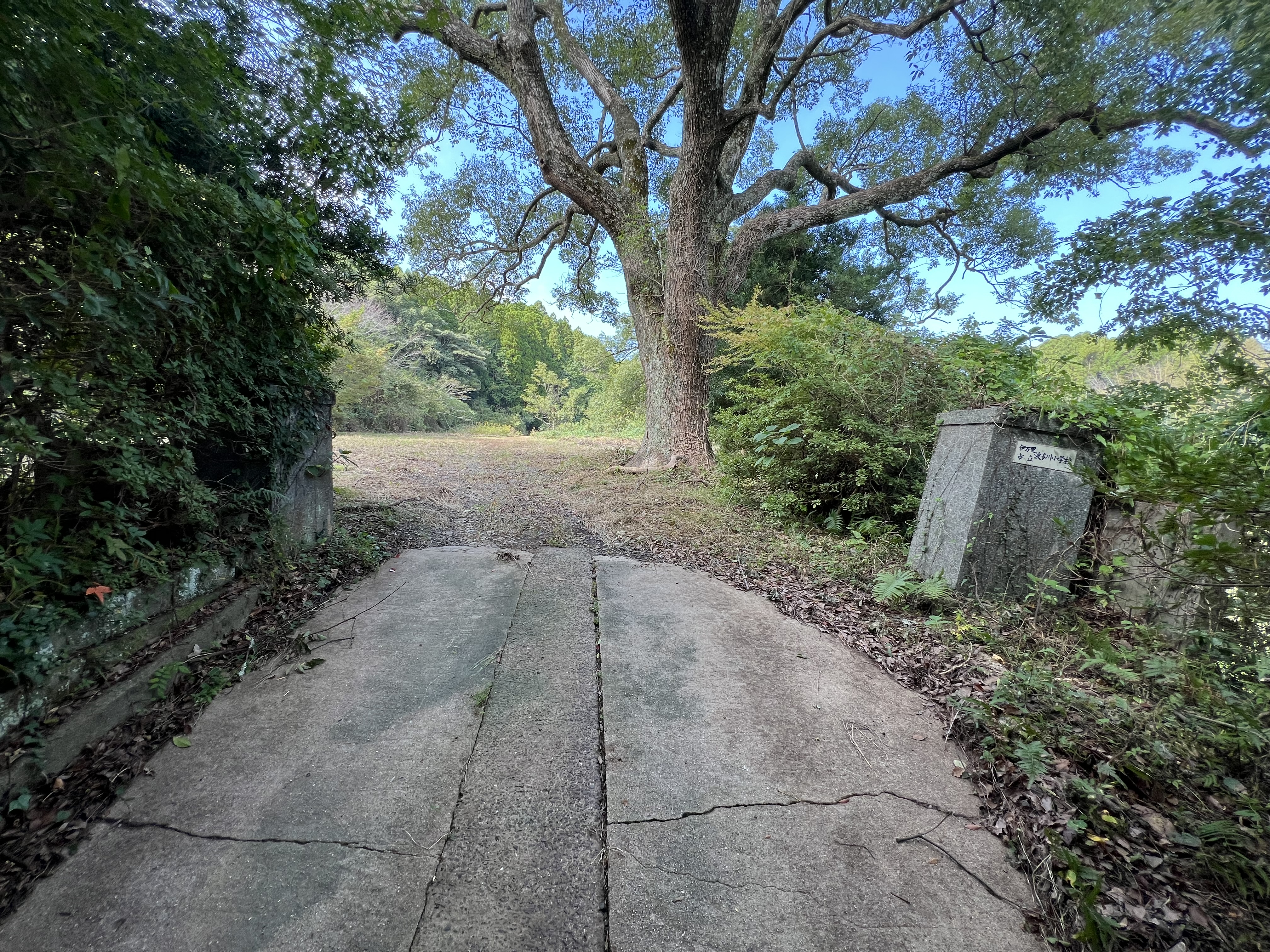
旧・波多川小学校跡に残る門柱と校名

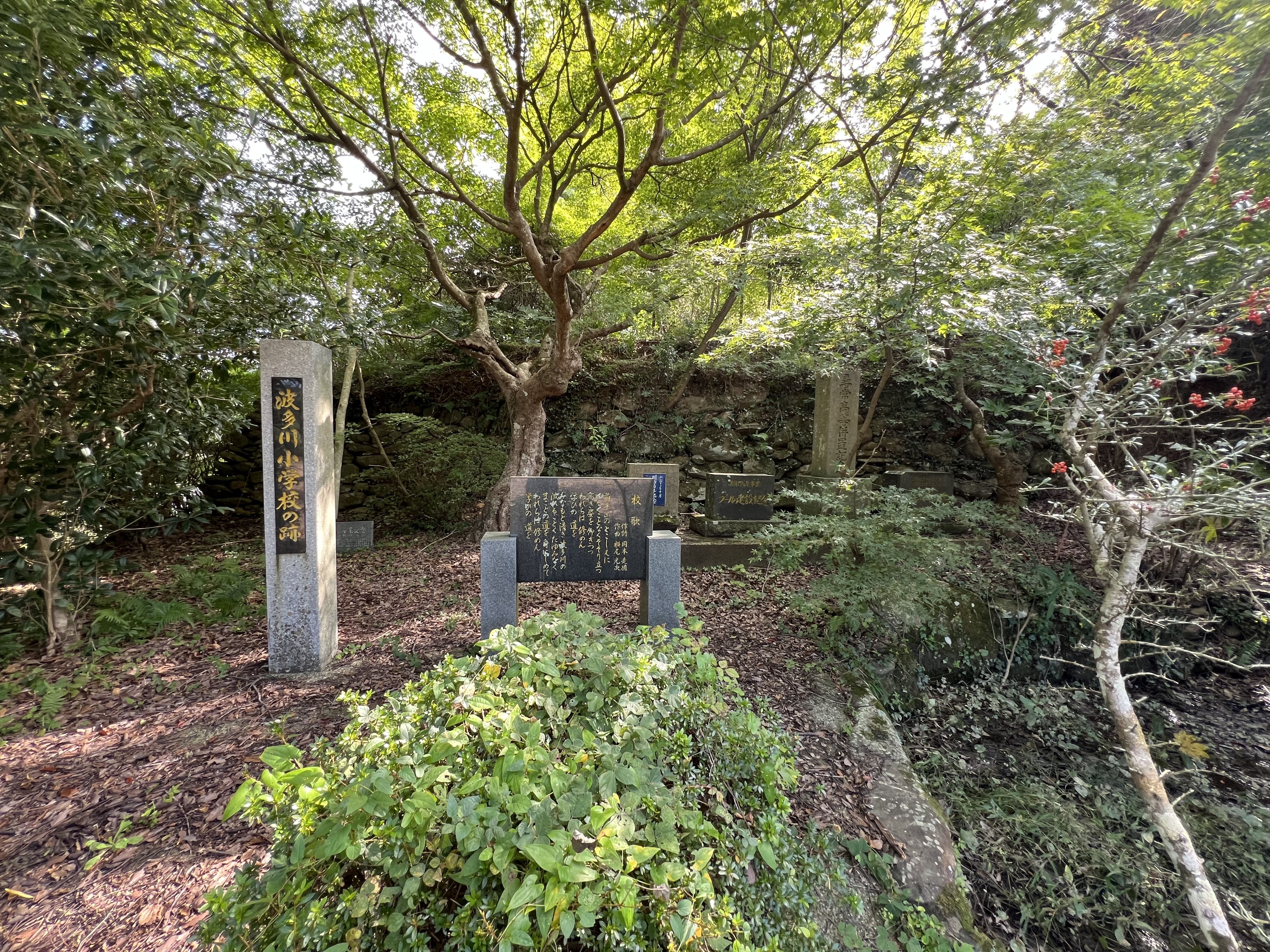
旧・波多川小学校跡に残る記念碑

- 1873年（明治6年）- 「前平小学校」として創立。
  - 南波多6地区（重橋・水留・古里・谷口・大曲・高瀬）および黒川東部4地区を校区としていた。
  - 真手野の華蔵寺を仮教場とし、間もなく重橋の神ノ原に移転。

- 1874年（明治7年） - 南波多村6地区と黒川村4地区が行政区・校区を分離。
- 1880年（明治13年）- 水留に移転。
- 1883年（明治16年）- 大曲に移転。
- 1885年（明治18年）- 古里に移転。統合により「京峯小学校 古里分校」となる。
- 1886年（明治19年）- 小学校令の施行により「尋常京峯小学校 古里分校」に改称。
- 1889年（明治22年）- 町村制の施行により、南波多村立の小学校となる。
- 1892年（明治25年）- 小学校令の改正により、京峯小学校から分離し、「古里尋常小学校」として独立。
- 1901年（明治34年）7月 - 南波多尋常小学校に高等科が併設され、南波多尋常高等小学校に改称したことに伴い、「南波多尋常小学校」に改称。
- 1903年（明治36年）- 村の財政事情により、高瀬地区児童19名が南波多尋常高等小学校に編入。
- 1907年（明治40年）- 高瀬地区児童が復帰。
- 1921年（大正10年）- 運動場を拡張。
- 1923年（大正12年）4月 - 高等科を併置の上、「南波多第二尋常高等小学校」に改称。
- 1924年（大正13年）- 教室を増築。
- 1933年（昭和8年）4月 - 高瀬地区児童の約半数が、南波多第一尋常高等小学校に転学。
- 1941年（昭和16年）4月1日 - 国民学校令の施行により、「南波多第二国民学校」に改称。尋常科を初等科に改める。
- 1947年（昭和22年）4月1日 - 学制改革（六・三制の実施）により、国民学校初等科が「南波多村立第二小学校」に改組・改称。
- 1950年（昭和25年）4月1日 - 「南波多村立波多川小学校」に改称。
- 1954年（昭和29年）4月1日 - 町村合併により伊万里市史が市制施行。これに伴い、「伊万里市立波多川小学校」に改称。
- 1961年（昭和36年）- 伊万里市建設計画により東黒川小学校との統合問題が提起されたが、実現に至らなかった。
- 1963年（昭和38年）4月 - 給食室が完成し、学校給食を開始。
- 1971年（昭和46年）- 伊万里市中部地区学校給食センターの完成により、自校調理方式を廃止。
- 1973年（昭和48年）- 旧・給食室を改造し、ランチルームを開設。
- 1996年（平成8年）3月31日 - 統合のため閉校。
  - 最終所在地 - 伊万里市南波多町水留3855番地
  - 校歌 - 作詞は岡本是徳、作曲は横尾光次による。歌詞は2番まであり、2番の歌詞中に校名の「波多川」が登場。

統合後・南波多小学校
- 1996年（平成8年）4月 - 南波多小学校と波多川小学校が統合の上、「伊万里市立南波多小学校」（二代目）が開校。
- 2014年（平成26年）4月1日 - 「小中一貫校 南波多校」となる。
- 2018年（平成30年）3月31日 - 義務教育学校設置のため、閉校。
  - 最終所在地 - 佐賀県伊万里市南波多町井手野3100番地

前史（中学校）
- 1947年（昭和22年）
  - 4月1日 - 学制改革により、国民学校高等科および青年学校普通科が統合され、新制中学校「南波多村立南波多中学校」が創立。
    - 南波多農業青年学校校舎（1944年（昭和19年）新築）を使用。生徒数201名、5学級。

  - 5月 - 開校式を挙行。
  - 7月 - 育友会が発足。
- 1949年（昭和24年）- 運動場を拡張。
- 1954年（昭和29年）4月1日 - 町村合併により、伊万里市が市制施行。これに伴い「伊万里市立南波多中学校」に改称。この年、校門道が完成。
- 1956年（昭和31年）- 第三棟舎が完成。
- 1957年（昭和32年）- 3教室を増築。
- 1964年（昭和39年）- 体育館が完成。

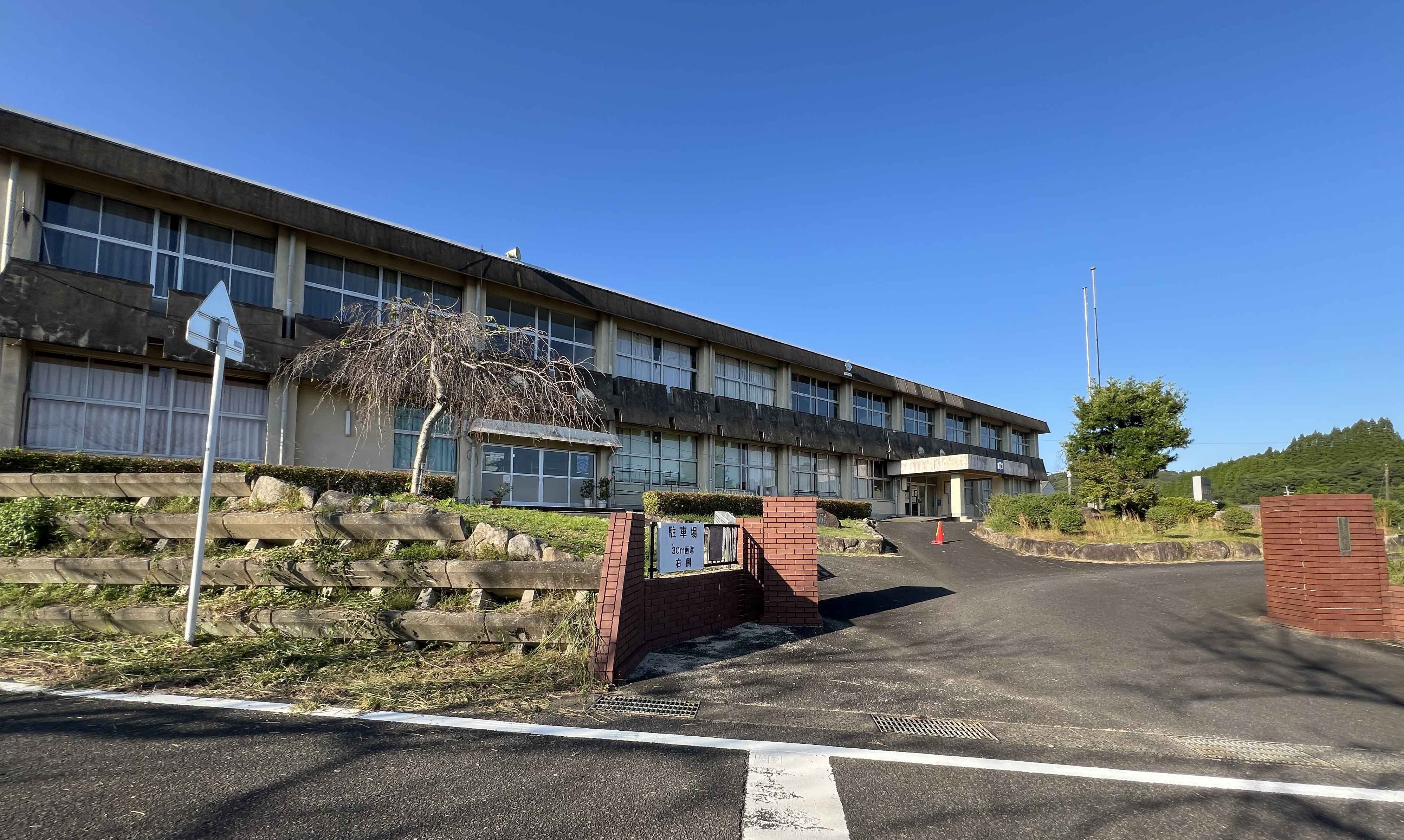
旧・南波多中学校跡

- 1972年（昭和47年）- 鉄筋コンクリート造二階建て新校舎が完成。
- 2014年（平成26年）4月1日 - 「小中一貫校 南波多校」となる[1]。
- 2018年（平成30年）3月31日 - 義務教育学校設置のため、閉校。
  - 最終所在地 - 伊万里市南波多町井手野2900番地（北緯33度19分03.9秒 東経129度55分40.0秒[8]）

正史（義務教育学校）
- 2018年（平成30年）
  - 4月1日 - 義務教育学校「伊万里市立南波多郷学館」（現校名）が開校[2]。
  - 4月6日 - 開校式、始業式を挙行[2]。
  - 4月11日 - 第1回入学式を挙行[2]。

## 交通
最寄りのバス停留所
- 昭和自動車　「南波多郷学館下」バス停、徒歩約3分[9]

最寄りの幹線道路
- 国道202号

## 周辺
- 道の駅伊万里
- 白山神社
- 新久田城跡（城山） - 伊万里市立南波多郷学館から南南西方向に800メートルほどにある（北緯33度18分42.8秒 東経129度55分20.3秒 / 北緯33.311889度 東経129.922306度）。